# Hugo Van den Enden

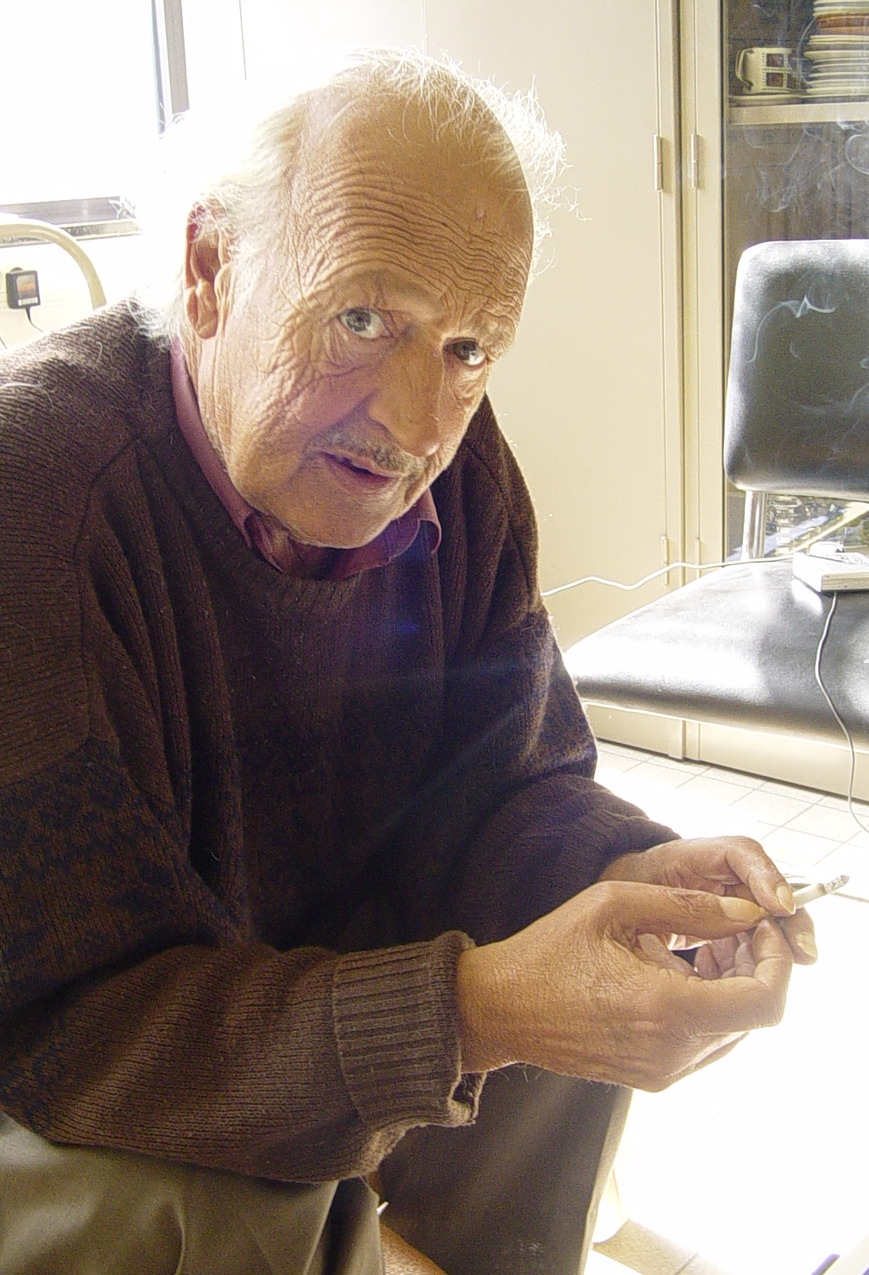
Hugo Van den Enden, ethicus UGent (2006)

Hugo Van den Enden (Antwerpen, 27 juni 1938 – Gent, 23 januari 2007) was een Vlaamse germanist, filosoof en ethicus. Hij was hoogleraar moraalwetenschap en bio-ethiek aan de Gentse universiteit en geldt samen met zijn collega professor Etienne Vermeersch als de wegbereider van de abortuswet en de euthanasiewet in België. Tot aan zijn emeritaat in 2003 was hij voorzitter van de vakgroep wijsbegeerte en moraalwetenschap. Van den Enden was militant atheïst en filosofisch materialist (monisme).

## Academische carrière
Van den Enden studeerde Germaanse filologie en wijsbegeerte aan de Rijksuniversiteit Gent. Hij hield er een levenslange liefde voor de Duitse taal en cultuur aan over. Tijdens zijn studie woonde hij ook de lessen bij van de toen nog jonge filosofen Leo Apostel en Jaap Kruithof. Vooral die laatste overtuigde hem ervan dat hij geschikt was om ethicus te worden. Van den Enden behaalde zodoende ook een diploma wijsbegeerte en werd in 1964, na een korte loopbaan als leraar zedenleer, assistent van Kruithof.
In 1971 publiceerde hij Abortus pro/contra, waarin hij pleitte voor de legalisering van abortus. Gemotiveerd door verontwaardiging over het leed van ongewenst zwangere vrouwen, die in België aan hun lot werden overgelaten, bracht hij een analyse van de argumenten voor en tegen abortus. Het boek droeg bij tot de totstandkoming van de Belgische abortuswet.
In 1972 werd hij doctor in de wijsbegeerte, met een studie over het werk van de jonge Karl Marx.
Van den Enden doceerde de volgende veertig jaar de vakken "Inleiding tot de moraalwetenschap", "Studie van de ideologieën", "Inleiding tot de metafysica"(Studie van Levens- en Wereldbeelden), "Seksualiteit en ethiek" en "Geschiedenis van de wijsbegeerte". Daarnaast was hij gespecialiseerd in de sociale psychologie en de balanstheorieën. Hij behoorde tot de school van/met Etienne Vermeersch en heeft een huidige generatie moraalfilosofen opgeleid, zoals Koen Raes en Johan Braeckman. Binnen de universiteit stond hij bekend als een briljant docent.
Vanaf de tweede helft van de jaren 90 werd hij wegens gezondheidsproblemen gedwongen zijn docentschap te matigen. Toen zijn vrouw in 2001 overleed (zijn zoon had zich reeds van het leven beroofd), dreigde hij in een existentiële leegte terecht te komen, een toestand waarover hij vaak doceerde aan de hand van het werk van filosofen Max Stirner en Albert Camus.

## Toegepaste ethiek
Sinds 1983 was hij vicevoorzitter van de vzw Recht op Waardig Sterven. Hij ijverde voor de autonomie van mensen om een milde dood te kunnen vragen en was pleitbezorger voor een wetgevend initiatief daaromtrent. Aanvankelijk was Van den Enden ook co-voorzitter van het Raadgevend Comité voor Bio-Ethiek, waarin professoren van diverse strekkingen zetelden.
In 1995 publiceerde Van den Enden het boek Ons levenseinde humaniseren (tweede editie 2004), waarin hij pleit voor een legalisering van euthanasie. De publicatie heeft de wetgeving rond euthanasie sterk bepaald.
Ook bij de oprichting van het forum LEIFartsen met Prof. med. Wim Distelmans en bij vzw De Maakbare Mens met Prof. Johan Braeckman  speelde hij een belangrijke rol.

## Expertise
Naast zijn hoofddomein, de bio-ethiek, was Van den Enden gespecialiseerd in de filosofie van Karl Marx, Max Stirner, Albert Camus, Ideologieën en de problematiek rond vrijheid en determinisme. Op vlak van kunst: de schrijver Johann Wolfgang von Goethe en de componist Richard Wagner, over wiens oeuvre hij reeds sinds zijn Middelbaar Onderwijs veel kennis verwierf. Hij gaf in dit verband lezingen in België en Nederland.
In de jaren zeventig en tachtig gaf hij regelmatig gidsbeurten in verschillende Europese musea. In die periode was hij ook bekend als sportverslaggever van motorcrosswedstrijden voor de krant De Morgen.

## Levenseinde
Hugo Van den Enden overleed op 68-jarige leeftijd in omstandigheden die hij als voorstander van euthanasie en met de door hem opgestelde wilsbeschikking had willen voorkomen: hij lag zeventien dagen in een onomkeerbare coma na een zware hartaanval.

## Publicaties
- Abortus, pro en contra. Een critische analyse, druk 1971, 134 blz., uitgeverij Het Wereldvenster - Baarn
- Marxisme van de hoop - hoop van het marxisme? Essays over de filosofie van Ernst Bloch, redactie, druk 1980, 237 blz., uitgeverij Het Wereldvenster - Bussum, ISBN 9029396997
- Dwarsdenken. Omtrent Jaap Kruithof, redactie, druk 1989, 341 blz., uitgeverij EPO - Berchem, ISBN 9064458650
- Ons levenseinde humaniseren, druk 1995 en 2004, 221 blz., uitgeverij VUBPRESS - Brussel, ISBN 9054873736
- Op het scherp van de rede - 40 jaar kritisch denken, druk 2003, 246 blz., uitgeverij Garant - Antwerpen, ISBN 9044114921